# Пасатени (Ботошани)
Пасатени (рум. Păsăteni) насеље је у Румунији у округу Ботошани у општини Трушешти. Oпштина се налази на надморској висини од 90 m.

## Становништво
Према подацима из 2002. године у насељу је живело 131 становника, од којих су сви румунске националности.